# Muzej profesionalne minijaturne umjetnosti Henryk Jan Dominiak u Tychyju
Muzej profesionalne minijaturne umjetnosti Henryk Jan Dominiak u Tychyju (polj. Muzeum Miniaturowej Sztuki Profesjonalnej Henryk Jan Dominiak w Tychach) je muzej moderne umjetnosti koji se nalazi u ulici Żwakowska 8/66 u poljskom gradu Tychyju na jugu Poljske u povijesnoj regiji Gornja Šleska. Muzej je otvoren 16. travnja 2013. te je jedan od najmanjih muzeja na svijetu. Muzejom upravlja Ministrarstvo kulture i nacionalne baštine.

## Kolekcija minijaturnih moderne umjetničkih
Muzej obogaćuje svoje zbirke putem donacija. Stalnu zbirku čine moderna umjetnička djela. Krajem 2023. muzej je imao preko 101 sliku, grafiku, crtež i fotografiju, zbirke keramike i skulptura europskih (Poljska, Ukrajina, Švedska, Mađarska) i južnoameričkih (Brazil) umjetnika.
- Minijaturna Bitka na Raclavicama Wojciech Łuka, ulje na malahitu i lapis lazuliju, 13,2 × 7,7 cm, (2023.).
- Minijaturni Fryderyk Chopin Anna Januszewicz-Pitlok, 1,5 × 2,0 cm, (2022.).

## Vanjske poveznice
|  | Zajednički poslužitelj ima još gradiva o temi Muzeum Miniaturowej Sztuki Profesjonalnej Henryk Jan Dominiak in Tychy |